# Амік
Амік (грец. Άμυκος) — у давньогрецькій міфології син Посейдона й Мелії, владар Віфінії. 

Амік відзначався надзвичайною силою. 
Коли аргонавти прибули Віфінію, Амік запропонував найхоробрішому з них побитися з ним навкулачки. Полідевк прийняв виклик і вбив Аміка (варіант: Полідевк не вбив Аміка, а тільки взяв з нього обіцянку не кривдити гостей).